# Fiodor Parparov
Fiodor Karpovitch Parparov (en russe : Федор Карпович Парпаров), est né le 23 novembre 1893 à Velij, dans le gouvernement de Vitebsk (Empire russe) et est décédé en 1959 à Moscou. Il fut un haut cadre de la police politique soviétique (NKVD) puis du KGB.  

## Biographie
En avril 1919, Fiodor Parparov s'engage comme simple soldat dans l'Armée rouge, où il s'élève à d'importantes responsabilités. Mais, en 1920, il est démobilisé pour cause de maladie. 
Il entreprend alors des études supérieures juridiques et il est en 1924 diplômé du département de droit de l'Université d'Etat de Moscou.
Après ses études, il intègre le NKVD en tant que jeune officier et atteint rapidement le grade de lieutenant-colonel au sein de ce service répressif. 
Parlant couramment allemand, il part en Allemagne en tant qu'officier de renseignement  jusqu'à son rappel en Union soviétique, au début de 1938, à la suite de la défection de l'espion Walter Krivitsky. En mai 1938, il est arrêté par ses collègues et détenu sans procès jusqu'en juin 1939, lorsqu'il est libéré sur ordre de Beria. 
Après sa libération, il travaille alors comme conseiller juridique dans une usine de Moscou.
À la fin de 1939, il est réintégré au NKVD avec un grade inférieur à celui qu'il avait auparavant : il est alors commandant - " major " . A la veille de la Seconde Guerre mondiale, il s'occupe de questions juridiques au sein de la direction du NKVD, relatives aux pays baltes.
Sa connaissance de l'allemand fait qu'il participa aux négociations de capitulation entre l'armée soviétique et le commandement de la 6e armée allemande à Stalingrad (février 1943) ; c'est lui qui réussit à convaincre Paulus de capituler[réf. nécessaire]. Cela lui vaut l'ordre de l'Étoile rouge. En 1948 et en 1949, il fut chargé de questionner les anciens officiers SS Otto Günsche et Heinz Linge sur l'attitude de Hitler pendant la guerre et jusqu'à sa mort.
A la fin du NKVD, il poursuit sa carrière au sein du nouveau service qu'est le KGB. Il prend sa retraite à l'été 1950. 
A la fin de son service actif, il devient professeur d'histoire militaire à l'Université d'État de Moscou.
Il meurt en 1959 à Moscou.